# Asura undulata
Asura undulata là một loài bướm đêm thuộc phân họ Arctiinae, họ Erebidae.